# Congelamiento
El congelamiento o las lesiones por congelación es la condición médica donde la piel y otros tejidos son dañados a causa del frío extremo. A temperaturas iguales o inferiores a 0 °C los vasos sanguíneos comienzan a estrecharse. Esto ayuda a preservar la temperatura corporal. En caso de frío extremo o cuando el cuerpo es expuesto al frío por periodos prolongados, esta estrategia protectora puede reducir el flujo sanguíneo en algunas áreas del cuerpo a niveles peligrosamente bajos. Las áreas donde esto ocurre se congelarán. La combinación de temperaturas frías y bajo flujo sanguíneo pueden causar lesiones graves en los tejidos que sufren congelación. 
Las congelaciones ocurren más fácilmente en montañas o grandes altitudes con nieve. En caso de que el congelamiento no se trate inmediatamente, los daños pueden llegar a ser permanentes. Puesto que el oxígeno no llega a ciertas zonas, se producen daños en los nervios. Las zonas congeladas se decoloran, primero se vuelven de color púrpura, y luego de color negro. A continuación, el daño nervioso se torna tan grande que las áreas afectadas por el congelamiento se adormecen. También pueden surgir ampollas. Si se pierde la sensibilidad en la zona dañada, es vital revisar la piel por si hubiera cortes y grietas en la piel. La piel abierta por cortes puede infectarse, lo cual puede causar gangrena, y entonces podría ser necesaria la amputación del miembro afectado.

## Efectos del frío sobre el organismo

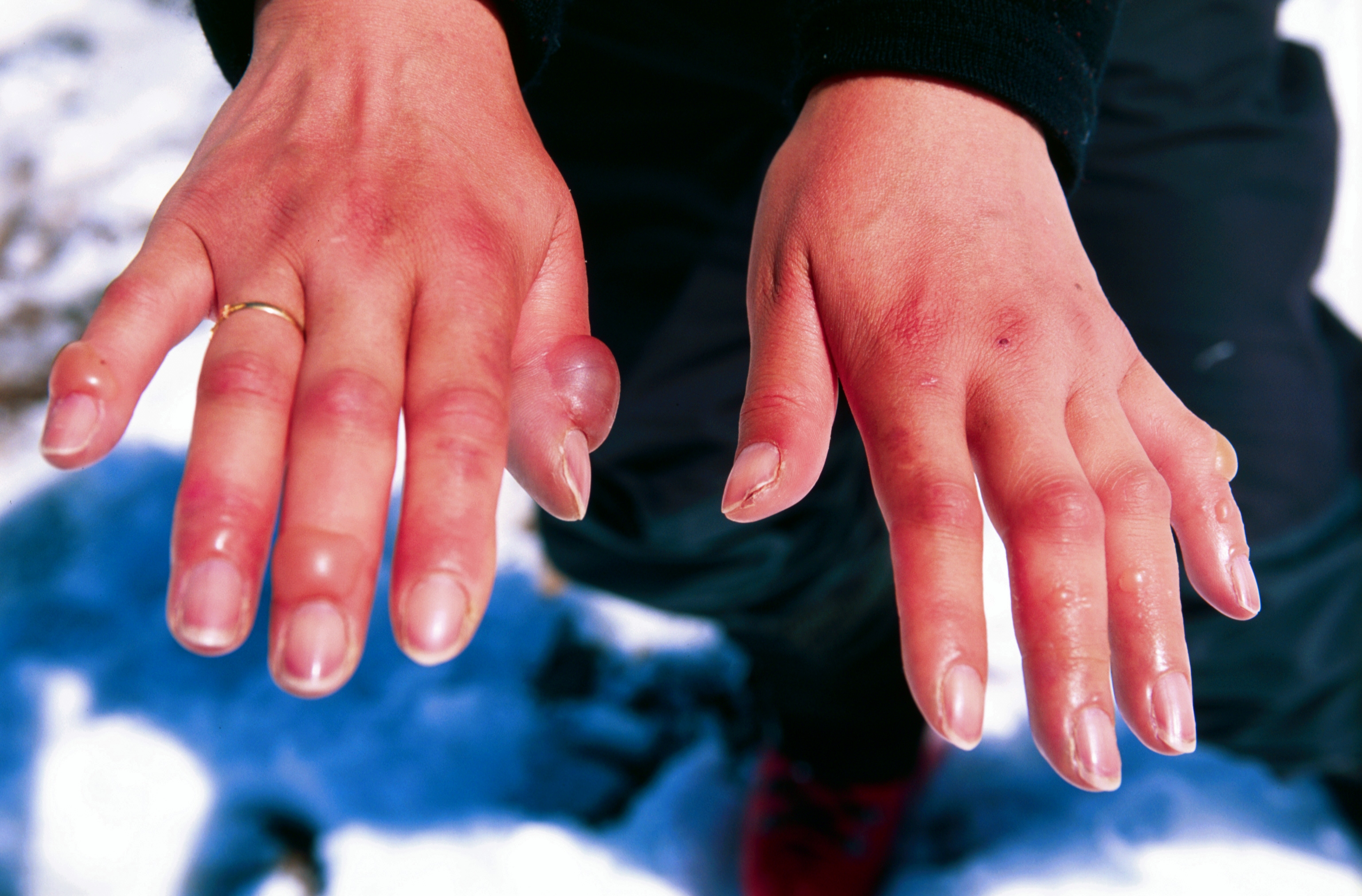
Unas manos congeladas.

La capacidad de adaptación fisiológica del ser humano al frío es mínima, por lo que sin la ropa adecuada y otras medidas de protección es probable que aparezcan lesiones cutáneas. Algunas de estas lesiones estarán causadas o agravadas directamente por el frío, mientras que otras se deberán a una especial sensibilidad individual a éste.
La hipotermia
La hipotermia es el problema más grave que aparece tras la exposición al frío ambiental y puede llegar a ser potencialmente mortal. Cuando la temperatura corporal desciende por debajo de los 35 °C comienzan a producirse trastornos cardiovasculares, respiratorios, del sistema nervioso central y de la coagulación: desde taquicardia, hipoventilación, temblores y confusión hasta bradicardia, arritmias, rigidez, acidosis respiratoria, coma y muerte por debajo de 28 °C. Los mecanismos de termorregulación del organismo intentan mantener la temperatura corporal central estable a expensas de la temperatura periférica de la piel y las extremidades.
Cuando se produce la exposición al frío ambiental, la circulación sanguínea se deriva de los tejidos periféricos a la circulación central para evitar la disipación del calor, lo que conlleva un estado de isquemia relativa, responsable de algunas de las manifestaciones cutáneas asociadas al frío.
Una especial susceptibilidad personal y la existencia de enfermedades previas predisponentes pueden determinar la aparición de otras lesiones cutáneas.
Las lesiones por congelación
Inicialmente la exposición al frío va a producir vasoconstricción, vasospasmo y enfriamiento del miembro afectado.
La disminución de la temperatura tisular por debajo de –2 °C produce la formación de cristales de hielo intra/extracelulares con hipertonicidad, desnaturalización de proteínas, destrucción de membranas celulares, hiperviscosidad plasmática y disminución de la conducción nerviosa. El calentamiento, al derretir los cristales de hielo, produce liberación de mediadores de la inflamación, extravasación de fluidos, edema y formación de ampollas. La inflamación posterior, la ectasia vascular y la trombosis secundaria son responsables de la isquemia y la necrosis tisular. El efecto clínico es similar a las lesiones producidas por la crioterapia.

## Características clínicas del congelamiento
Las lesiones por congelación aparecen cuando los tejidos se congelan por exposición al aire, líquidos o metales extremadamente fríos. Aparecen con mayor frecuencia en las zonas del cuerpo menos protegidas del frío, como los dedos, los pies, las orejas, la nariz y las mejillas. Tras una sensación inicial de dolor o quemazón, la zona afectada se torna insensible, y adopta una coloración pálida-cérea que persistirá hasta ser calentada de nuevo. La gravedad y la extensión del daño producido no será evidente hasta después de recalentar la zona.

### Cuadro de congelación general
En el cuadro de congelamiento general progresivamente se produceː
- Descarga de adrenalinaː peso tieso; palidez.
- Vasoconstricción para no perder calor. Esto se mantiene cierto tiempo.
- Al haber anoxia y, consiguientemente acidosis, se libera histamina, que da lugar a vasodilatación (fenómeno de Ricketts), debido al predominio del simpático sobre el parasimpático; el individuo tiene gran euforia y seguridad.
- La sangre se enfría debido a esta vasodilatación y va perdiendo calor. Además hay un edema por vasodilatación y los pies se hinchan (a la persona le hacen daño los zapatos y se los quita).
- Entra somnolencia, favorecida por la hipotermia y, al haber una toxemia debida a la vasodilatación, las hipnotoxinas (término acuñado por Piéron en 1910) actúan sobre el centro del sueño del mesencéfalo.
- De forma normal los carbohidratos se descomponen en ácido láctico, resintetizándose glucosa. El precongelación no ocurre esto y hay una acidosis mayor a la normal, que favorece la vasodilatación y el sueño; Además se forma un exceso de agua que produce edema.

### Clasificación de los congelamientos según su gravedad
La congeladura tiene cuatro gradosː
- Primer gradoː Extremada palidez. El individuo está consciente. Eritema (enrojecimiento), edema (hinchazón) y anestesia (pérdida de sensibilidad), o dolor transitorio.
- Segundo gradoː Gran hipotermia. Formación de ampollas de contenido claro sobre áreas de eritema (enrojecimiento) y edema (hinchazón) intenso. Tiritera por la acidosis y compensatoria para generar calor. Los animales pueden morir con el corazón en sístole al haber hiperadranalinemia, productos tóxicos en la circulación sanguínea, más potasio, menos sodio, y menos cloro, lo que causa, todo ello, un aumento en la viscosidad de la sangre.
- Tercer grado: Se caracterizan por palidez, eritema casi inapreciable tras el recalentamiento, edema que puede ser muy acusado y cianosis persistente. Son profundas, la zona presenta una insensibilidad total y los tejidos lesionados adquieren color negruzco y aspecto rugoso debido a la destrucción de los tejidos originando la necrosis y apareciendo una escara. Se observa la aparición de ampollas hemorrágicas sobre piel seca de aspecto céreo, lo cual indica mayor gravedad y peor pronóstico.
- Cuarto grado: Afectación de tejidos blandos en profundidad, con necrosis de la piel, los músculos, los tendones e incluso el hueso.

Las lesiones de primer grado presentan palidez por vasoconstricción debido a la adrenalinemia, por exceso de trabajo de las adrenales. Esto va seguido de vasodilatación causada por la acumulación de sustancias vasodilatadoras que aparecen por la isquemia periférica. Se resuelven en pocas horas sin secuelas. En las lesiones de segundo grado la curación habitualmente es completa, pero puede persistir una cierta neuropatía periférica con hipersensibilidad posterior al frío. Las lesiones de tercer grado son de peor pronóstico. Las lesiones de cuarto grado, por su gravedad, serían irrecuperables y por ello requieren habitualmente su amputación.
Últimamente se prefiere clasificar las lesiones por congelación en superficiales (primer y segundo grado) y profundas (tercer y cuarto grado), ya que esta clasificación tiene una mejor correlación clínico-pronóstica.

## Factores de riesgo
- El principal factor de riesgo de congelación es la exposición al frío a través de la situación del entorno, la ocupación o la recreación. La ropa y el refugio inadecuados son los principales factores de riesgo. La congelación es más probable cuando se altera la capacidad del cuerpo para producir o retener calor. Factores físicos, conductuales y ambientales pueden contribuir al desarrollo de la congelación. La inmovilidad y el estrés físico (como la desnutrición o la deshidratación) también son factores de riesgo.[2] Los trastornos y sustancias que alteran la circulación de la sangre contribuyen, entre ellos se pueden citar la diabetes, el fenómeno de Raynaud, el consumo de tabaco y alcohol.[3]  Las personas sin hogar y las personas con algunas enfermedades mentales pueden correr un mayor riesgo.[2]

## Tiempos de aparición de lesiones por congelamiento
El tiempo en que una persona puede empezar a tener verdaderas congelaciones (lesiones por congelación considerables, frostbites) depende de:
- El frío.
- El tiempo de exposición que uno pase ante el frío.
- La humedad (lluvia, nieve, y humedad en la piel).
- El viento (el cual, siendo frío, favorece la congelación).

Orientativamente: un ser humano normal, expuesto a una temperatura de −25 °C con poco viento, puede tardar una media de entre 10 y 30 minutos en recibir una congelación en alguna parte de su cuerpo, aunque ese tiempo puede variar. Y una temperatura alrededor de los −15 °C empieza a ser considerada relevante acerca del peligro de congelamientos de partes del cuerpo. Sin embargo, los congelamientos a más temperatura que ésa también son posibles, pues alguien puede recibir una lesión de congelación por estar expuesto a un frío menor pero durante más tiempo, con más humedad, o con más viento.
La ropa, el estado de salud, y la preparación para afrontar una actividad en el frío dificultan los congelamientos. Además, hay partes del cuerpo más vulnerables al congelamiento que otras (por ejemplo: las orejas y la nariz son más vulnerables a congelarse que una zona más muscular).
El congelamiento (lesión por frío de una parte del cuerpo, frostbite), no es lo mismo que la hipotermia (descenso peligroso de toda la temperatura del cuerpo). Así, una hipotermia puede ser muy peligrosa, pero no incluir congelamientos, igual que puede haber congelamientos sin hipotermia, aunque frecuentemente ambas cosas aparecen juntas. En cualquier caso, los congelamientos de una parte del cuerpo también son peligrosos, pues pueden agravarse e incluso destruirla. A todo ello se suma que el riesgo de contraer un constipado (catarro o resfriado) es mayor en el frío.

## Prevención
La Wilderness Medical Society recomienda cubrirse la piel y el cuero cabelludo, recibir una nutrición adecuada, evitar el calzado y la ropa ajustados y permanecer activo sin quedar agotado. El oxígeno suplementario también podría ser útil en altitudes elevadas.
Las medidas adicionales para prevenir la congelación incluyen:
- Evitar temperaturas inferiores a −23 °C (−9 °F).
- Intentar reducir el tiempo de exposición a los ambientes fríos.
- Evitar la humedad, incluso en forma de sudor o sustancias emolientes para la piel. La exposición repetida al agua fría hace que las personas sean más propensas a la congelación.[7] La humedad puede llegar a través de la lluvia o la nieve.
- Usar ropa adecuada en varias capas para protegerse de frío, las humedades y el viento. En el momento de dormir, han de ser utilizadas suficientes coberturas (por ejemplo: mantas, etc.).
- Evitar el alcohol y las drogas que perjudican la circulación, las respuestas protectoras naturales y las reacciones mentales.
- Usar dispositivos de calentamiento químicos o eléctricos.
- Reconocer los primeros signos de congelación, constipado (catarro) e hipotermia.[6]
- Prevenir el constipado también (catarro o resfriado). Muchas de las prevenciones contra el catarro también valen contra las congelaciones,[8] incluyendo a éstas: 
  - Abrigarse cubriendo especialmente las zonas de las vías respiratorias (nariz, boca, cuello, mediante bufandas, pañuelos tubulares, etc.) en el intento de que la infección no aparezca ni vaya descendiendo por el organismo.
  - Mantenerse dentro de lugares calientes.
  - Moverse cuando uno note que el frío se está apoderando de él.
  - Estar correctamente nutrido, con una dieta que incluya vitamina C (presente en cítricos como la naranja y el limón, y en verduras como el brécol o brócoli, el pimiento, las coles, las espinacas y el perejil). También son recomendadas la vitamina D y zinc.
  - Tomar alimentos calientes para ayudar a elevar la temperatura del cuerpo (los líquidos calientes son frecuentemente utilizados para ello).

## Primeros auxilios

### 1. Detener la congelación
Los primeros auxilios comienzan por apartar a la víctima de aquello que la congela: hielo, nieve, ropa gélida, etc. Hay que hacerlo pronto, cuanto mayor sea el tiempo de exposición al frío, mayores serán los daños causados en la piel.

### 2. Tratar la congelación
Calentar prontamente la parte del cuerpo afectada por congelación, no rascándola ni frotándola (para evitar daños), sino preferiblemente sumergiéndola durante 30 minutos en agua templada (no demasiado caliente, sino sólo de entre entre 40 °C y 42 °C para evitar daños). Si no hay un termómetro para medirla, simplemente comprobar que el agua es cálida pero no escalda. También es posible ir a un ambiente caliente y cubrir la piel con capas de ropa o mantas.
Si después del calentamiento por baño o por cubrir la piel no hay mejorías, es posible colocar compresas templadas en la zona durante 20 minutos. Tras una hora en total de calentamiento correcto, debería haber sido notada alguna mejoría. En cualquier caso, cuando el calentamiento ha comenzado, intentar no interrumpirlo con tiempos de exposición al frío.
Y cualquier congelación grave o preocupante requiere llamar por teléfono a los servicios médicos de emergencia para que la atiendan pronto (es posible consultar una lista internacional de sus números pulsando aquí).

## Tratamiento médico
Tratamientos comunes para los congelamientos

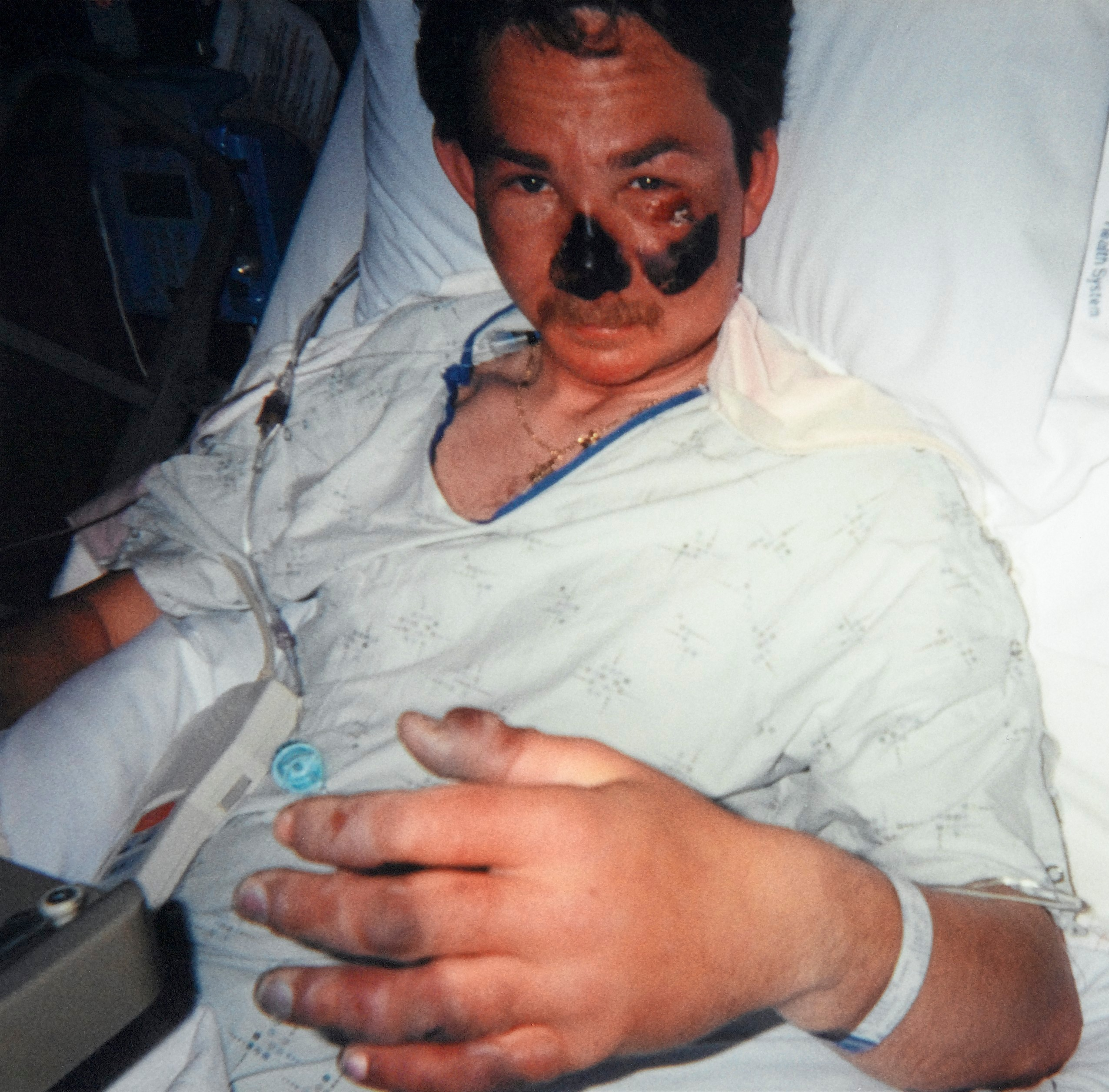
El montañero Nigel Vardy en el hospital después de sufrir congelación cuando se quedó solo durante la noche en Denali en 1999. Posteriormente le amputaron la nariz, los dedos de las manos y de los pies.

El tratamiento debe iniciarse pronto, desde que se identifica el problema, incluso antes de establecer la intensidad de las lesiones. 
Las primeras medidas deben ir encaminadas a conseguir una buena protección local para evitar traumas mecánicos, como no frotar la zona y alejar el miembro afectado de fuentes de calor, y también se debe evitar la ingesta de alcohol y otros sedantes. Es fundamental evitar los ciclos de descongelación-recongelación de los tejidos afectados para disminuir el daño final, por lo que no se iniciará el calentamiento local de la zona hasta poder garantizar el mantenimiento de una temperatura ambiente adecuada. En caso de hipotermia asociada a las lesiones cutáneas por congelación no se iniciará el calentamiento local del miembro afectado hasta haber conseguido una temperatura corporal adecuada (> 35 °C) y la estabilización del paciente.
La base del tratamiento de las lesiones por congelación es el recalentamiento rápido del miembro afectado mediante inmersión en agua a 40-42 °C durante 15-30 min. Unas temperaturas menores parecen ser menos eficaces para conseguir la recuperación del tejido, y unas temperaturas mayores pueden producir quemaduras térmicas. La aplicación de calor seco y el calentamiento lento están contraindicados.
Durante el tratamiento, la aparición de un eritema de coloración violácea y el ablandamiento de la zona que permite plegar la piel son signos favorables de recuperación.
Son usados antibióticos si puede haber infección bacteriana en la zona afectada.
En algunos casos, la congelación puede provocar un síndrome compartimental (exceso de presión que hace disminuir demasiado al riego sanguíneo), ante lo cual es realizada una fasciotomía.
Tratamientos comunes para la gangrena
En caso de que en la zona congelada aparezca gangrena (muerte e infección del tejido), debe ser atendida rápidamente. El médico realizaría un desbridamiento (quitando el tejido necrosado e infectado de la piel), con la finalidad de mejorar la cicatrización y evitar que la infección se extienda hacia otras partes del cuerpo. Los antibióticos son utilizados, pero por sí solos no resolverían la gangrena, pues la sangre no fluye adecuadamente por esa zona. Pese a ello, existen cirugías para intentar restablecer el flujo sanguíneo al tejido, y pueden incluir reparar vasos sanguíneos. Además, el paciente sería anestesiado y realizaría ejercicios que contribuyesen a restablecer ese flujo sanguíneo en la zona.
Finalmente, una zona devastada por la gangrena puede requerir realizar una amputación antes de que la gangrena vaya avanzando desde ese punto hasta el resto del cuerpo. También ha sido realizada en ocasiones la simpatectomía (extirpación quirúrgica de un segmento del sistema nervioso simpático) con reserpina intravenosa.
Tratamientos adicionales y complementarios para los congelamientos y la gangrena
En algunos casos se han utilizado otros tratamientos complementarios, como la infusión intravenosa de dextranos de bajo peso molecular, heparina o vasodilatadores. 
La terapia con administración regulada de medicamentos antitrombóticos en las primeras 24 horas después de la congelación (si no existen contrapartidas para que el paciente los reciba) reduce la probabilidad de amputación. Así, los estudios han sugerido que la administración de activador tisular del plasminógeno (tPa), ya sea por vía intravenosa o intraarterial, puede hacer disminuir la probabilidad de una necesidad de amputación, y la fibrinólisis con rTPA en las primeras 24 horas parece hacer disminuir experimentalmente la necesidad de amputaciones digitales. 
La oxigenoterapia hiperbárica (habitualmente en cámaras de oxígeno) es utilizada para mejorar la evolución de la gangrena. Se considera que todavía no hay evidencia suficiente como para determinar si el uso la oxigenoterapia hiperbárica como tratamiento complementario puede ayudar a salvar tejido, pero se han notificado casos, y han sido desarrollados estudios al respecto.
Recuperación posterior
Tras el tratamiento inicial de una congelación, se producirá la recuperación lentamente progresiva de los tejidos viables y la necrosis del área irrecuperable. La definición de la extensión del daño se producirá una vez transcurrido un tiempo variable, de 1-3 meses, después de la exposición al frío. Entonces se llevará a cabo el desbridamiento quirúrgico de los tejidos necróticos y las amputaciones necesarias. El tratamiento quirúrgico precoz sólo se debe realizar en caso de infección local no controlada.
Después de la recuperación de los tejidos pueden quedar muchas secuelas duraderas e incluso irreversibles en la zona, como dolor crónico, hiperestesia, analgesia, hiperhidrosis, cambios de coloración, hipersensibilidad al frío/calor, artropatías, contracturas articulares, trastornos del crecimiento del miembro afectado en el caso de los niños, onicodistrofias, entre otras.
En los últimos tiempos, la medicina está avanzando mucho en las técnicas para mejorar el estado de una lesión o amputación.

## Historia
La congelación se ha descrito en la historia militar durante milenios. Los griegos encontraron y discutieron el problema de la congelación ya en el año 400 a. C. . Los investigadores han encontrado evidencia de congelación en humanos que se remonta a 5.000 años atrás, en una momia andina. El ejército de Napoleón fue el primer caso documentado de lesiones masivas por frío a principios del siglo XIX. Según Zafren, casi un millón de combatientes fueron víctimas de congelación en la Primera y Segunda Guerra Mundial y en la guerra de Corea.

## Estadísticas de congelamientos
Aunque históricamente la congelación se producía en el personal militar durante las guerras, en los últimos 20-30 años se han empezado a observar en la población civil. Personas sin hogar, trabajadores al aire libre, escaladores, montañeros y esquiadores están en riesgo de sufrir distintos grados de congelación durante el invierno, especialmente en las zonas de altas latitudes. La mayoría de las lesiones cutáneas superficiales causadas por el frío se producen en la cabeza y la cara, y se resuelven sin secuelas, mientras que la congelación es más frecuente en las manos y los pies, y precisa tratamiento hospitalario.
La gravedad de las lesiones producidas por el frío depende de diversos factores, tanto individuales (principalmente abuso de alcohol y tabaco) como medioambientales (temperatura, duración de la exposición, presencia de viento y altitud). Además, parece haber una cierta influencia racial en la susceptibilidad personal al frío.